# 催淚遊戲
催淚遊戲是日本俗語。電子遊戲（主要為美少女遊戲）類型之一，別名「泣系遊戲」「令人想哭的遊戲」「賺人熱淚的遊戲」等。广义上除了专门以感动为特点的剧本之外，还包括比起性描写而言，将重点放在剧本创作方面的GALGAME和美少女游戏。

## 概要
催淚遊戲是指在GALGAME和日本成人游戏之中，那些“玩起来令人感动得热泪盈眶”，在游戏市场上很有人气的游戏。具体而言，多指身心都深深地被对方影响的男女主角共同面对残酷命运的恋爱作品。催淚遊戲并不是游戏制作者进行的正式分类的一种，因为游戏中的剧情而“流泪”只是玩家自己主观上的情感，所以也有催淚遊戲只不过是表现游戏特点的一个俗语的说法。
而从游戏制作人员的角度看，也有将催淚遊戲定义为在制作过程中着力于让玩家与游戏中的故事或人物产生共鸣，感动玩家的心灵，从而使玩家流下眼泪的作品的说法。但是，是否能够如制作者所愿流下眼泪只能看玩家的反应。有大多数玩家都赞同“流泪”的说法，客观地将作品称为“催淚遊戲”的情况，也有只有小部分玩家由于他们的感觉、价值观等，主观地称作品为“催淚遊戲”的情况。所以，对于一个作品是否属于催淚遊戲可能会存在争议，将催淚遊戲作为一个严格的分类是十分困难的。另外，最近也有人相对于更重视性描写的游戏而言，认为催淚遊戲不仅仅包含以感动为卖点的作品，他们将重视故事和剧本的恋爱游戏都称作“催淚遊戲”。
在日本成人游戏中，催淚遊戲和拔作相比，性描写的部分较少且较为单调，但随着存儲媒體容量的增大，高画质、附带配音等游戏形式也渐渐发展，现在催淚遊戲中的性描写比以前要大为充实。但是，就游戏整体而言，性描写仍然只是很小的一部分。
因为“催淚遊戲”是感动系美少女游戏激增的1990年代末、2000年代初出现的词语，很多情况下在这之前的游戏不管内容如何都不被称作催淚遊戲。

## 历史
早期日本成人游戏和日本成人影片一样，喜欢描写性的场景。但是，从《同级生》（1992年）开始出现重视故事性的成人游戏。在这之后，Leaf发售《雫》（1996年）、《痕》（1996年）、《To Heart》（1997年）等Leaf Visual Novel系列（LVNS）。在恋爱冒险游戏中渐渐出现了催泪的倾向。
受这种趋势的影响，主要以感动为卖点的游戏更加多了起来。1998年Tactics发售了《ONE～光辉的季节～》。本田透将此作称为催淚遊戲的元祖。虽然由于故事难以理解，《ONE～光辉的季节～》的销售业绩并不好，但是在当时的因特网上成为了热点话题，在玩家之间也口口相传，各个成人游戏杂志也重点报道了此作，从此玩家们知道了这一种新游戏类型的存在。
后来，《ONE～光辉的季节～》制作团队的一部分人离开Tactics成立新的游戏品牌Key，并于1999年发布了处女作《Kanon》，此作的销量达到了10万份以上，获得了玩家的支持，并受到了大众媒体的关注，产生了巨大的影响。从此，大家将故事令人感动的游戏划为一个游戏类别，“催淚遊戲”这一词语开始普及。
除了高完成度的剧本之外，在令人感动的游戏场景插入的游戏音乐和歌曲也是催淚遊戲的一大特征。在整个游戏的高潮场景插入的玩家印象深刻的歌曲，往往会成为使玩家流下热泪的触发器。随着遊戲類型的发展，原本单调的游戏音乐和歌曲也渐渐受到了重视，完成度越来越高。例如，担当《Kanon》主题歌编曲的I've作为专门创作游戏音乐的团体赢得了很大的人气，促进了其他游戏音乐创作团体的发展。
在以使玩家“感动”的催淚遊戲的剧本中，性描写并不一定是必要的，有很多玩家反而认为催淚遊戲中的性描写不纯洁，是多余的。受这种看法的影响，Key社于2004年发售的《CLANNAD》和2007年发售的《Little Busters!》的初回版都是计算机软件伦理机构评级的一般作品（相对于18禁游戏而言）。这是催淚遊戲理所应当的发展。但是，也有像《G弦上的魔王》一样，去掉主人公和女主角之间的性关系，整个故事就无法联系起来的催淚遊戲。
另外，对于前面所述的和原来的意义不同的“催淚遊戲”，它们的剧本和重点放在性描写的传统成人游戏不同，将重点放在了故事性上。

## 构造
参加了《AIR》和《CLANNAD》的剧本创作的凉元悠一的一本著作介绍了这种游戏中常用的一种叫做“萌泣”的手法。即故事的前半部分描写主人公和女主角的日常生活，通过日常小事的积累使女主角成为对主人公而言无法替代的存在（萌），然后在后半部分突然进入不幸的展开。这种手法最重要的是前半部分欢乐日常的描写与后半部分的落差，无论故事最后的结局是悲剧还是大团圆的喜剧，在构造上都没用很大的差别，都是在玩家怀念已经失去的无法替代的日常，疲于应对不幸的展开之时，使用预先在前半埋好的伏笔作为“最后一击”，促使玩家感情宣泄（catharsis）而落泪。凉元悠一称此手法被很多人认为是催淚遊戲的基本手法。
也就是说，“催淚遊戲”的主题是降临在对主人公而言无法替代的恋人身上的不幸，永远失去在很长一段时间里建立起来的日常的悲伤，或者是取回曾经失去的日常的快乐，而以此将玩家感动落泪。

## 和其他属性的重复
在催淚遊戲的作品当中，有同时具有其他属性（如致鬱游戏）的作品。同一个作品中同时存在多个女主角的故事，有时在关注其中一个女主角，并最终和她迎来幸福的结局的时候，其他的女主角就无法获得救济而只能接受悲伤的结局，这种情况下就属于有致郁游戏的属性。另外，主人公或周围的其他人在故事中用超能力解决问题的时候，游戏就会增加一个燃系游戏的属性。
这种情况是如前面所述，在“催淚遊戲”中有很多打破登场角色的悲剧，从而使玩家落泪的场景而造成的。是此類游戏的一种特征。

## 主要作品
1997年
- To Heart（Leaf、5月23日）

1998年
- ONE ～光輝的季節～[3]（Tactics、5月29日）

1999年
- Kanon[6]（Key、6月4日）
- 加奈妹妹（D.O（日语：ディーオー）、6月25日）

2000年
- 銀色（貓貓軟件、8月31日）
- AIR[7]（Key、9月8日）

2001年
- おかえりっ!〜夕凪色の恋物語〜（日语：おかえりっ!〜夕凪色の恋物語〜）（アルコエンターテイメント、2月2日）
- 水色 (遊戲)（日语：みずいろ）（貓貓軟件、4月13日）
- 秋櫻之空（Marron、7月27日）
- 你所期望的永遠（âge、8月3日）
- 家族計劃（D.O.、11月2日発売）

2002年
- 水月 (遊戲)（日语：水月 (ゲーム)）（F&C、4月26日）

2003年
- SNOW（Studio Mebius、1月31日）
- ALMA〜ずっとそばに…〜（日语：ALMA〜ずっとそばに…〜）（Bonbee!、5月2日）
- CROSS†CHANNEL（FlyingShine、9月26日）
- 從此方到彼方（F&C、12月12日）
- 沙耶之歌（Nitro+、12月26日）

2004年
- CLANNAD[8]（Key、4月28日）
- 星之夢（Key、11月29日）

2005年
- 纯爱咖啡厅（戲畫、3月25日）
- 雪之華（PULLTOP、3月25日）
- SANARARA（貓貓軟件、4月29日）
- 車輪之國，向日葵的少女（AKABEiSOFT2、11月25日）
- 智代After ～It's a Wonderful Life～（Key、11月25日）

2006年
- Muv-Luv Alternative（âge、2月24日）
- 假如明日天放晴（Palette、2月24日）
- 青空下的約定（戲畫、3月31日）
- 真實之淚 true tears[9]（La'cryma、2006年3月31日）
- わんことくらそう（日语：わんことくらそう）（ivory、4月14日）
- 初音島II（Circus (遊戲品牌)、5月26日）
- 遙仰凰華（PULLTOP、11月24日）

2007年
- 片羽（Tarte、1月26日）
- 肉豆蔻（コットンソフト、2月2日）
- Little Busters!（Key、7月27日）
- ピアノの森の満開の下（日语：ピアノの森の満開の下）（ぱじゃまソフト、8月24日）
- Aster(遊戲)（日语：Aster）（RusK、11月9日）
- 明日的世界（etude、11月22日）
- 為了見到明天的你（Purple software、11月30日）

2008年
- 夏空彼方（YUZUSOFT、5月23日）
- G弦上的魔王（AKABEiSOFT2、5月29日）
- ef - the latter tale.（minori、5月30日）
- Coming×Humming!!（日语：Coming×Humming!!）（SAGA PLANETS、6月27日）
- 5（RAM、7月25日）

2009年
- Tapestry -you will meet yourself-（日语：タペストリー -you will meet yourself-）（light、2月27日）
- 星空的回憶 -Wish upon a shooting star-（FAVORITE、3月27日）
- 無盡之夏 永恆音律（âge、7月24日）
- 從晴朗的朝色泛起之際開始（propeller、7月24日）
- 夏夢渚（日语：ナツユメナギサ）（SAGA PLANETS、7月31日）
- eden*（minori、9月18日）
- Steins;Gate（5pb.、Nitro+、10月15日）

2010年
- 光輪之町、薰衣草的少女（日语：光輪の町、ラベンダーの少女）（AKABEiSOFT2、6月24日）
- 黃昏的禁忌之藥（あっぷりけ、7月22日）
- L@ve once（日语：L@ve once）（Maid meets Cat、9月30日）
- 如月金星（日语：キサラギGOLD★STAR）（SAGA PLANETS、10月29日）
- 尋找失去的未來（TRUMPLE、11月26日）
- 初戀聖禮（日语：初恋サクラメント）（Purple software、12月24日）

2011年
- 灰色的果實（FrontWing、2月25日）
- 穢翼的尤斯蒂婭（August、4月28日）
- Rewrite（Key、6月24日）
- 五彩斑斕的世界（FAVORITE、7月29日）
- 未来乡愁（Purple software、9月2日）
- たいせつなきみのために、ぼくにできるいちばんのこと（日语：たいせつなきみのために、ぼくにできるいちばんのこと）（だんでらいおん、10月28日）

2012年
- 初雪櫻（SAGA PLANETS、2月24日）
- 九十九之月（sugar pot、2月24日）
- 初音島III（Circus (遊戲品牌)、4月27日）
- 五彩斑斕的曙光（FAVORITE、8月31日）
- キミへ贈る、ソラの花（日语：キミへ贈る、ソラの花）（Cabbit、12月21日）

2013年
- 少女神域∽少女天獄 -The Garden of Fifth Zoa-（日语：少女神域∽少女天獄 -The Garden of Fifth Zoa-）（Lass、4月26日）
- PriministAr -プライミニスター-(HOOKSOFT、8月30日)